# Hywel Harris
Hywel Harris eller Howell Harris född 1714, död 1773 var en av ledarna under den walesiska metodistiska väckelserörelsen under 1700-talet, tillsammans med Daniel Rowland och William Williams.